# Ephedra minuta
Ephedra minuta är en kärlväxtart som beskrevs av Carl Rudolf Florin. Ephedra minuta ingår i släktet efedraväxter, och familjen Ephedraceae. Inga underarter finns listade i Catalogue of Life.